# Puerto Chacabuco
Puerto Chacabuco es un pueblo y puerto chileno ubicado en la comuna de Aysén. Es el puerto principal de la Región de Aysén. Se localiza en el extremo oriental del fiordo de Aysén, a una distancia aproximada de 15 km de la ciudad de Puerto Aysén, tiene una población cercana a los 1600 habitantes aproximadamente. 
La economía se basa principalmente de la actividad portuaria, pesca, acuicultura y en la incrementada actividad turística, a través del ecoturismo y la pesca deportiva.

## Historia
En 1870 la Armada de Chile inició una expedición hidrográfica de la región de Aysén, para lo cual dispuso el desplazamiento de la corbeta Chacabuco, al mando del capitán de fragata Enrique Simpson Baeza. El objetivo de la expedición fue recopilar información y levantar planos de la zona que contempla los archipiélagos de las Guaitecas y de los Chonos, el río Aysén, los canales patagónicos y el río Santa Cruz.
El 26 de febrero de 1870, la corbeta Chacabuco recaló en Puerto Pérez en el fiordo de Aysén, ubicado en el área de los Islotes Cinco Hermanas (hoy Monumento Natural Cinco Hermanas). 
El 1 de marzo zarpó desde la corbeta, la falúa N.º 1 al mando del comandante Simpson, acompañado por el teniente Francisco F. Salas y el guardiamarina Juan M. Simpson, más 14 hombres de tripulación. Asumieron como tarea explorar el fondo del fiordo de Aysén, buscar un fondeadero y explorar el río que desemboca en la cabeza del fiordo.
El 5 de marzo, Simpson descubrió una bahía apropiada para su buque, a la que denomina «Puerto Chacabuco». En la noche del mismo día, efectuó su regreso al buque. El 13 de marzo zarpó a Puerto Chacabuco, fondeando en la bahía durante la tarde.

## Acceso
Existe una vía de acceso marítima, a través de ferry. Además cuenta con una ruta por vía terrestre, por la ruta CH-240, que une las ciudades de Coyhaique, Puerto Aysén y Puerto Chacabuco.

## Geomorfología
A nivel regional, Puerto Chacabuco se aloja en el margen NE de la Región Patagónica y Polar del Islandsis Antártico. Localmente, se ubica en la subregión morfológica de las Cordilleras Patagónicas Orientales con Ríos y Lagos de Control Tectónico y Hundimiento (Börgel, 1983), sobre la cordillera de los Andes bajo el efecto estructurador de la tectónica y modelador de la intensa actividad glacial cuaternaria. Se reconoce una unidad morfoestructural, como es la Cordillera Principal, correspondiendo a las cumbres más altas del área (> 2.000 m s. n. m.). Las rocas aflorantes corresponden a plutones graníticos.

## Clima
El clima predominante en esta zona es el marítimo templado-frío y lluvioso. Se caracteriza porque la temperatura promedio del mes más cálido es inferior a 14 °C, los mínimos medios invernales pueden descender debajo de los 0 °C, hay más de cuatro meses con temperaturas sobre los 10 °C y las precipitaciones anuales son cercanas a los 3000 mm, producto de los vientos generados por altas presiones, que provienen principalmente desde el Oeste (Westerlies), cargados de humedad en su largo trayecto oceánico descargan gran parte de ésta en las laderas de barlovento (Romero, 1985).

## Flora y fauna
El predominio en esta zona es la región vegetal del bosque magallánico siempre verde, Se trata de una selva siempre verde, que se instala donde las precipitaciones son superiores a 2000 mm. Las especies dominantes son coigüe de Magallanes, canelo, leña dura, ciprés de las Guaitecas, ciprés de la Cordillera y arrayán. En este bosque también se desarrolla gran cantidad de musgos, líquenes y helechos además de arbustos tales como chelia, calafate, chilco y Ribes magellanicum (zarzaparrilla).
La fauna presente en este sector de la cuenca, que corresponde al flanco oriental de la Cordillera Principal, se compone del puma del Sur (Puma concolor magellanicus) y en las partes inaccesibles quedan todavía algunos ejemplares de huemul.

## Importancia del puerto

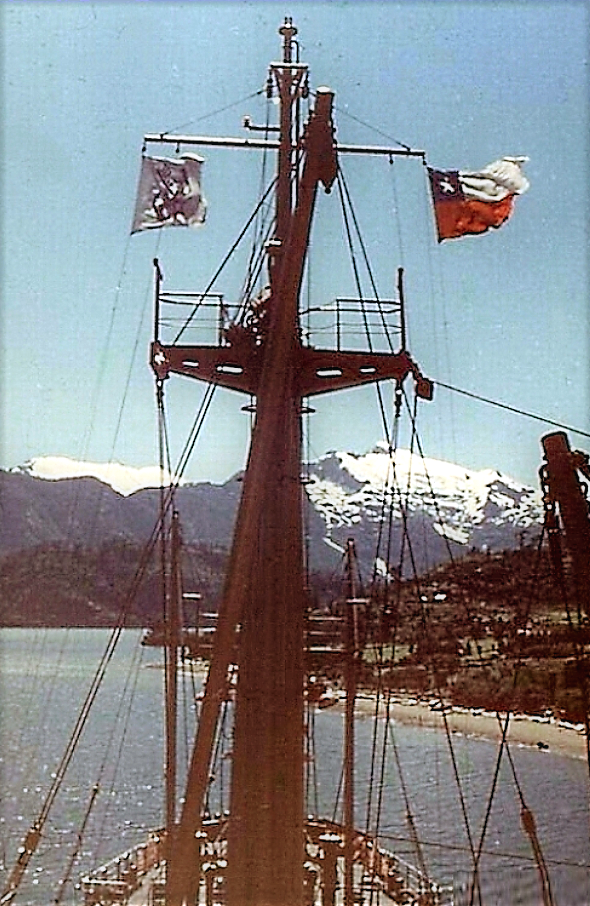
Buque de carga alemán Lechstein en el puerto de Chacabuco - 1960

Administrado por la Empresa Portuaria Chacabuco, es el puerto marítimo más importante de la Región de Aysén, Permite la conexión con otras localidades costeras de la zona y con las ciudades de Quellón y Puerto Montt (Región de Los Lagos), permitiendo el movimiento de vehículos livianos, pesados y el transporte de carga.
Por otra parte, Puerto Chacabuco contribuye al desarrollo de la Región de Aysén como plataforma de apoyo a las empresas de salmonicultura establecidas con centros acuícolas para el cultivo y la producción de salmónidos.
También permite conectividad marítima de cargas por productos de importación, exportación, cabotaje y turismo, a través de buques portacontenedores, graneleros y de pasajeros.

## Turismo
Desde el puerto es posible embarcarse en alguna motonave de turismo, las cuales realizan el recorrido Puerto Chacabuco-Laguna San Rafael, viaje que puede tomar un par de horas dependiendo del tipo de embarcación en que se realice el recorrido.
También existe la posibilidad de conocer el entorno del sector, existiendo distintas entidades privadas que cuentan con parques ecológicos, los cuales se pueden recorrer a pie, por innumerables senderos, bajo bosques húmedos y rodeados de una gran cantidad animales salvajes típicos de la zona.